# 竹中宣雄
竹中 宣雄（たけなか のぶお、1948年（昭和23年）7月16日 - ）は、日本の実業家。ミサワホーム代表取締役社長を経て、同社取締役会長、プレハブ建築協会副会長。

## 人物・来歴
和歌山県和歌山市生まれ。1972年に法政大学社会学部を卒業し、（旧）ミサワホームに入社した。松本での新人時代には、3年半で100棟売った逸話を持つ。ミサワホーム青森（現：東北ミサワホーム）赴任時には、39歳で代表取締役青森支店店長に就任。猛烈な営業で業績を向上させた。
1992年には、三澤千代治からの抜擢によって本社の営業企画部長に就任。1995年取締役に選出される。その後、千葉ミサワホーム（現：ミサワホーム東関東）、ミサワホーム東京の地域販社社長を歴任した。2004年12月、ミサワホームホールディングスは産業再生機構による救済対象となったが、2008年に本社社長に登用された。
2014年住宅生産団体連合会副会長。プレハブ建築協会副会長等も務め、2017年春の褒章では藍綬褒章を受章した。同年ミサワホーム取締役会長。2022年、旭日重光章受章。

### 家族
総務大臣やパソナグループ会長等を歴任した竹中平蔵慶應義塾大学名誉教授は実弟。